# لیندن، برابانت شمالی

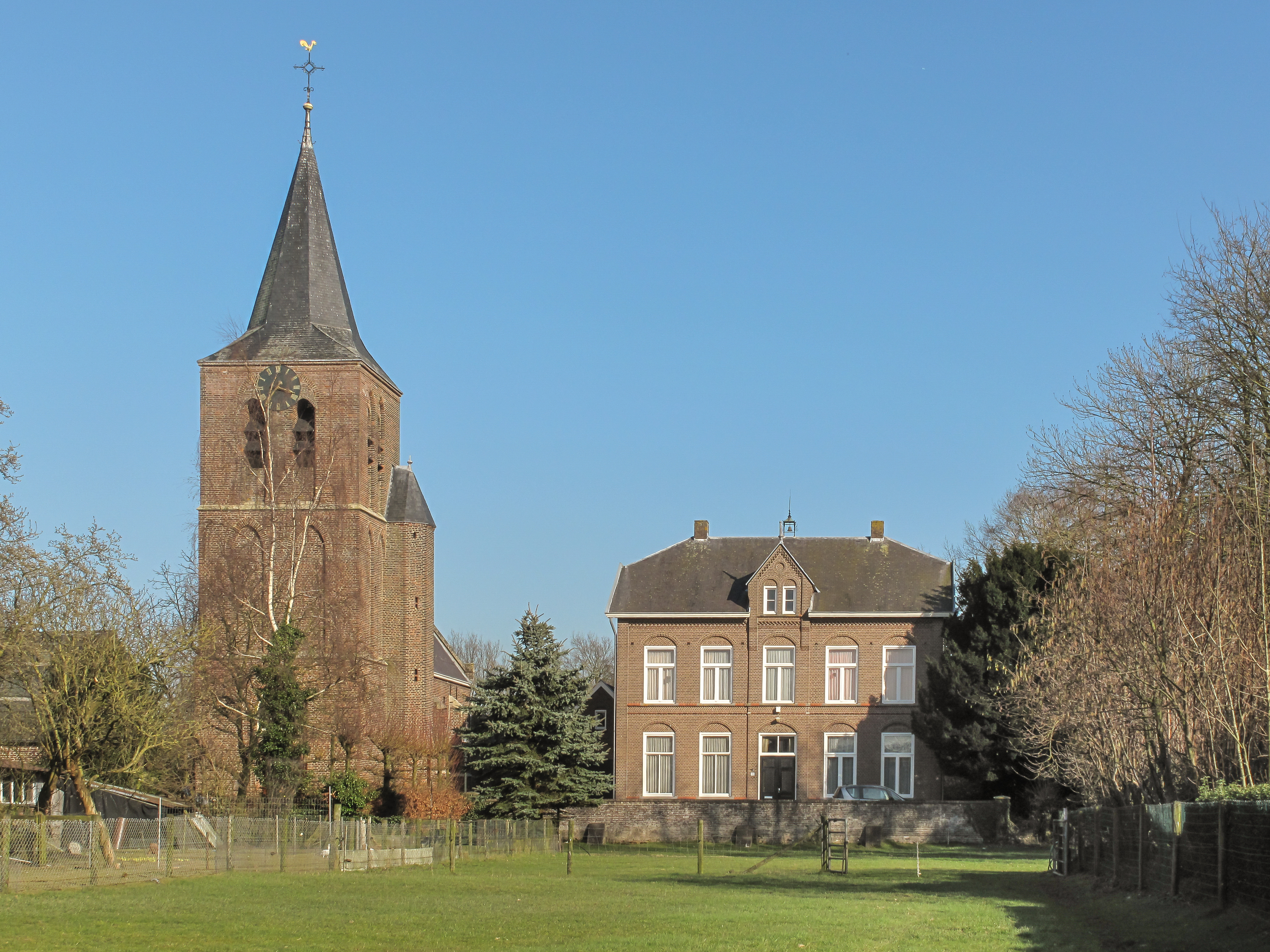
لیندن: کلیسای سنت لمبرتوس-هلند

لیندن (هلند) (به انگلیسی: Linden, North Brabant) دهکده‌ای در استان برابانت شمالی در پادشاهی هلند است. این دهکده که بخشی از شهرداری و شهر کِک (Cuijk) به فاصلهٔ نزدیک به ۱۰ کیلومتر در جنوب نیمیخن واقع شده است. جمعیت رو به کاهش این دهکده در سال ۲۰۰۷ میلادی ۲۷۰ نفر بوده است.
تا سال ۱۹۴۲ میلادی لیندن خود یک شهرداری جداگانه بود ولی در آن سال قلمرو آن شهرداری میان کک و سنت آگاتا و بیرز تقسیم شد. امروزه بیرز و لیندن هر دو بخشی از کک هستند.